# Aviation des forces terrestres royales saoudiennes
Le Commandement de l’aviation des forces terrestres royales saoudiennes ( (ar) : طيران القوات البرية الملكية السعودية ,(en) : Royal Saudi Land Forces Aviation Command - RSLFAC) est l'aviation légère de l'armée de terre saoudienne.

## Historique

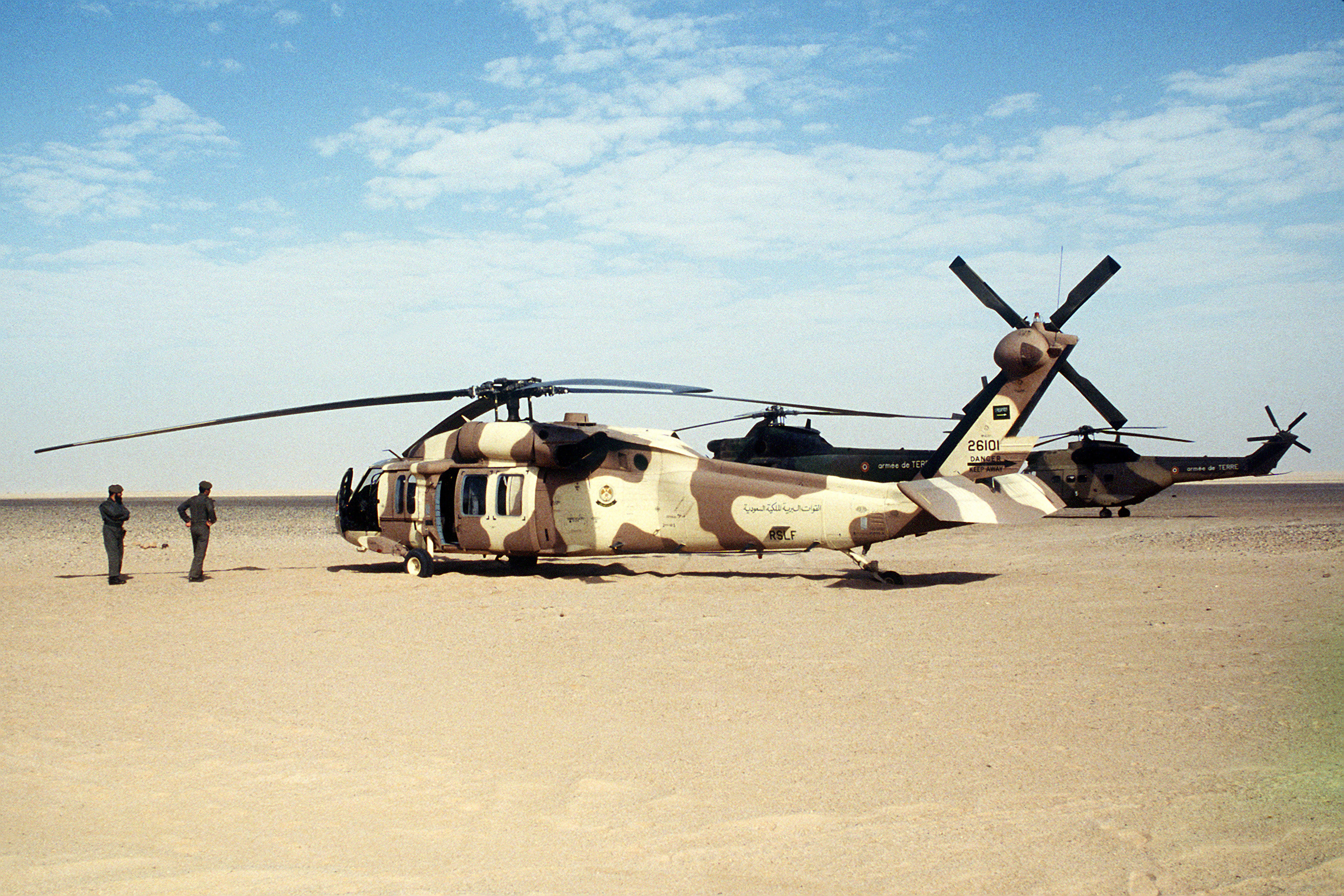
Un Sikorsky S-70 de l'armée de terre saoudienne devant deux Pumas français durant la guerre du Golfe (1990-1991).

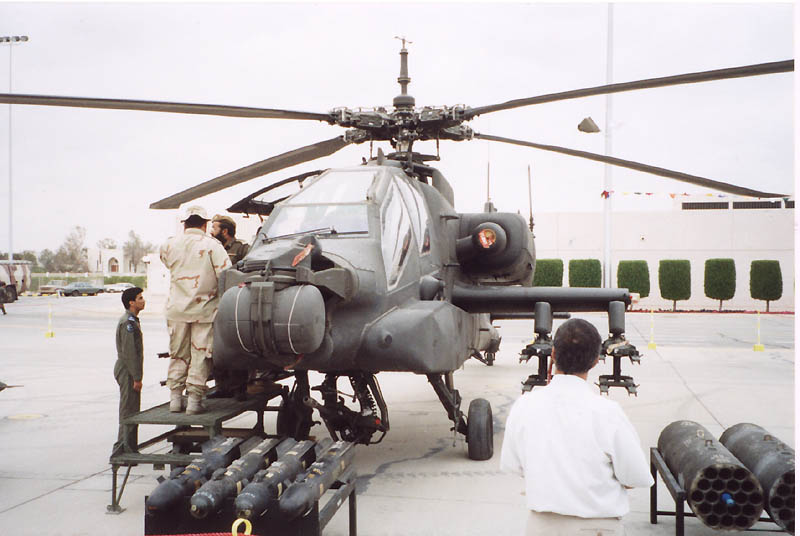
Un AH-64A saoudien en 2005.

La Commission des opérations de la Force terrestre a joué un rôle actif dans la préparation de la fondation de ce commandement avec l'envoi d'un groupe d'officiers de l'armée de terre aux États-Unis pour étudier l'aviation verticale.
Le 29 novembre 1979, le Bureau de projet de l'aviation est créé. Le 25 mai 1982, le bureau est renommé « Commandement de l’aviation de l’armée » avec la mise en œuvre effective de ses premiers programmes d’acquisitions d’hélicoptères. À l'origine, il envisageait pour l'horizon 1995 d'avoir de 60 à 100 hélicoptères d'attaque AH-64, des hélicoptères utilitaires Sikorsky UH-60 Black Hawk et des hélicoptères de transport lourd Boeing CH-47 Chinook, mais les États-Unis ne voulaient pas pour raisons politiques fournir des AH-64. Le gouvernement saoudien demande alors auprès du britannique Westland 88 Sikorsky S-70 dont 80 armés de BGM-71 TOW-2 livrés en deux lots de 40 et 48 appareils.
Le déclenchement de la guerre du Golfe en change la donne et le 27 septembre 1990, une commande de 12 AH-64A et 155 missiles AGM-114 Hellfire est signée. Avec toujours de l’intérêt pour des Apache supplémentaires mais qui ne concrétisera qu'en 2010 avec une commande record de 70 AH-64E (dont 60 à l'origine pour l'aviation de la garde nationale saoudienne). En juin 1992, outre l'achat de 362 Hellfires supplémentaires, 3 500 roquettes Hydra-70 et 40 4x4 Humvee, 8 Sikorsky S-70 d'évacuation sanitaire sont commandés.
Le 13 novembre 1996, cette formation prend son nom actuel.
Depuis le 26 mars 2015, l'Arabie saoudite participe à la guerre du Yémen et les hélicoptères de combat sont utilisés pour la protection des frontières et des frappes à l'intérieur du Yémen. 3 AH-64 sont abattus au combat les 7 mai, 5 août, et 26 août 2015, leur provenance (armée de terre ou garde nationale) n'est pas précisée. D'autres appareils ont été perdus par accident ou au combat depuis.

## Organisation

Emblème du 1er groupe d'aviation de la RSLFA.

Son quartier général se situe dans la King Khalid Military City (en). En 2015, elle dispose de deux bataillons d'aviation, le premier bataillon comprenant les hélicoptères de manœuvres et de reconnaissance et le second bataillon les hélicoptères d'attaque AH-64 Apache. La formation et le soutien du personnel et hélicoptères de la RSLFAC sont assurés depuis 2009 par DynCorp International.
Notons en 2015 que la garde nationale saoudienne dispose de sa propre aviation légère recevant depuis 2014 plus d'appareils que l’armée de terre, affectée dans un régiment d'aviation basé à la Riyadh Air Base (en), et que les services médicaux des forces armées disposent de plusieurs hélicoptères.

### Parc en 2003
Son parc aérien en 2003 est le suivant :
| Modèle                    | Type                               | Quantité | Origine    | Notes                                                                                                   |
| ------------------------- | ---------------------------------- | -------- | ---------- | --- |
| Bell 406CS Combat Scout   | Hélicoptère reconnaissance         | 15       | États-Unis | Hélicoptère travaillant aux côtés de l'AH-64 Apache                                                     |
| AH-64A Apache             | Hélicoptère d'attaque tout temps   | 12       | États-Unis | Reçus à partir de 1993.                                                                                 |
| Sikorsky S-70A1           | Hélicoptère de transport moyen     | 12       | États-Unis | 13 S-70A-1 (UH-60A) livrés à partir de 1990.                                                            |
| Sikorsky UH-60 Black Hawk | Hélicoptère de transport moyen     | 12       | États-Unis | |
| Sikorsky UL-60 Black Hawk | Hélicoptère d'évacuation sanitaire | 10       | États-Unis | |
| SA.365N Dauphin 2         | Hélicoptère d'évacuation sanitaire | 6        | France     | Dépendent depuis au moins 2009 des services médicaux des forces armées. Un accidenté le 7 janvier 2011. |

### Parc en 2015
Une estimation de son parc aérien fin 2015 est la suivante :
| Modèle                                   | Type                             | Quantité | Origine    | Notes |
| ---------------------------------------- | -------------------------------- | -------- | ---------- | --- |
| Bell 406CS Combat Scout                  | Hélicoptère reconnaissance       | 14       | États-Unis | |
| AH-64 Apache                             | Hélicoptère d'attaque tout temps | 48       | États-Unis | 10 des 12 AH-64A reçus à l'origine sont portés à la version D. L'Arabie saoudite a commandé en 2010 un total de 70 AH-64E Apache Guardian dont 60 à l'origine pour la garde nationale. |
| Sikorsky S-70/ Sikorsky UH-60 Black Hawk | Hélicoptère de transport moyen   | 43       | États-Unis | 22 UH-60L commandés en 2008, 2 en 2012. 9 autres UH-60M sont commandés en 2015. |
| Sikorsky S-333                           | Hélicoptère-école                | 30       | États-Unis | Livrés en 2009 ou 2010. 19 commandés selon Scramble, 30 selon Ouest-France. |